# Пірамідальний
Пірамідальний (рос. Пирамидальный) — селище у Ніколаєвському районі Волгоградської області Російської Федерації.
Населення становить 23 особи. Входить до складу муніципального утворення Совхозьке сільське поселення.

## Історія
Селище розташоване у межах українського історичного та культурного регіону Жовтий Клин.
Згідно із законом від 14 лютого 2005 року № 1006-ОД органом місцевого самоврядування є Совхозьке сільське поселення.

## Населення
| 2010 |
| ---- |
| 23   |